# Cyathea tryoniana
Cyathea tryoniana là một loài dương xỉ trong họ Cyatheaceae. Loài này được C.Nelson, Gamarra & Fern.Casas mô tả khoa học đầu tiên năm 1996.
Danh pháp khoa học của loài này chưa được làm sáng tỏ. 